# Iona Campagnolo
Pour les articles homonymes, voir Campagnolo (homonymie).
Iona Campagnolo, née Iona Victoria Hardy le 18 octobre 1932 sur l'Île Galiano et morte le 4 avril 2024, est une femme politique canadienne. Elle est lieutenante-gouverneure de la Colombie-Britannique de 2001 à 2007.

## Biographie
Née sur l'Île Galiano, Iona Campagnolo se lance en politique en 1966 lorsqu'elle est élue conseillère municipale de Prince Rupert (Colombie-Britannique). En 1974, elle se tourne vers la politique fédérale et est candidate à la Chambre des communes sous la bannière du Parti libéral dans la circonscription de Skeena. Elle remporte l'élection et en 1976 le premier ministre Pierre Trudeau la nomme à son conseil des ministres au poste de ministre du Sport amateur. Elle perd son siège lors de l'élection de 1979 qui entraîne la chute du gouvernement de Trudeau.
En 1982, elle devient présidente du Parti libéral du Canada, un poste principalement administratif. Lors du congrès d'investiture qui a vu l'élection de John Turner au poste de chef du parti, Campagnolo crée une petite controverse au sein du Parti lorsqu'elle déclare que le candidat de deuxième place, Jean Chrétien, est « deuxième dans les résultats de votes, mais premier dans nos cœurs ».
Lorsque John Turner devient chef libéral en 1984, une caméra de télévision capte l'image de Turner donnant une petite tappe sur les fesses de Campagnolo. Même si Iona Campagnolo elle-même n'en fait pas d'histoire (effectivement, elle lui rend la pareille), l'incident est utilisé pour dépeindre Turner comme étant déconnecté des réalités féminines contemporaines.
Iona Campagnolo est candidate à la Chambre des communes dans l'élection de 1984, mais est défaite dans le raz-de-marée progressiste-conservateur qui porte Brian Mulroney au pouvoir, ne laissant que 40 sièges aux libéraux de Turner. Elle ne se représente à la présidence du parti que lors du congrès libéral suivant en 1986.
En 2001, elle est nommée lieutenante-gouverneure de la Colombie-Britannique par la gouverneure générale Adrienne Clarkson sur le conseil du premier ministre Jean Chrétien ; elle est la première femme à être nommée à ce poste.
Iona Campagnolo meurt le 4 avril 2024 à l'âge de 91 ans,.

## Distinctions
- 1973 : Membre de l'Ordre du Canada
- 1998 : Ordre de la Colombie-Britannique

- En tant que représentante de la Reine en Colombie-Britannique, Iona Campagnolo est appelée Son honneur pendant son mandat et a droit à l'honorifique L'honorable à vie ; toutefois, comme elle était déjà membre du Conseil privé de la Reine pour le Canada avant de devenir lieutenant-gouverneur, elle avait déjà droit à L'honorable.